# 1943-as magyar férfi vízilabdakupa
Az 1943-as magyar férfi vízilabdakupa a huszonegyedik kiírás volt a versenysorozat történetében. A kupára kilenc csapat nevezett. A győzelmet a MAC szerezte meg.

## Eredmények

### Selejtező
| 1. csapat        | Eredmény | 2. csapat     |
| ---------------- | -------- | ------------- |
| Weiss Manfréd TK | 3–1      | Kolozsvári AC |

### Negyeddöntő
augusztus 13., 
| 1. csapat       | Eredmény | 2. csapat        |
| --------------- | -------- | ---------------- |
| Ferencvárosi TC | –        | MAFC             |
| Gamma           | –        | Újpesti TE       |
| Budapest SE     | 5–0      | MUE              |
| MAC             | 3–1      | Weiss Manfréd TK |

A MAFC és az UTE nem állt ki.

### Elődöntő
augusztus 20–21.
| 1. csapat       | Eredmény | 2. csapat   |
| --------------- | -------- | ----------- |
| Ferencvárosi TC | 10–1     | Gamma       |
| MAC             | 2–2, 2–1 | Budapest SE |

### 3. helyért
augusztus .
| 1. csapat | Eredmény | 2. csapat   |
| --------- | -------- | ----------- |
| Gamma     | –        | Budapest SE |

A BSE nem állt ki.

### Döntő
| 1943. augusztus 22. | Magyar AC                            | 5–3 | Ferencvárosi TC | Nemzeti Sportuszoda Játékvezetők: Lakó István |
| 1943. augusztus 22. | (1–2)                                |     |                 | Nemzeti Sportuszoda Játékvezetők: Lakó István |
| 1943. augusztus 22. | Szívós 2 Eleméri 1 Csuvik 1 Kánásy 1 |     | Németh 2 Hohl 1 | Nemzeti Sportuszoda Játékvezetők: Lakó István |

A MAC kupagyőztes csapatának tagjai: Csuvik Oszkár, Eleméri Rezső, Fábián Dezső, Kalapos Sándor, Kánásy Gyula, Mezei István, Szívós István, Tolnai József